# UTC+13:00

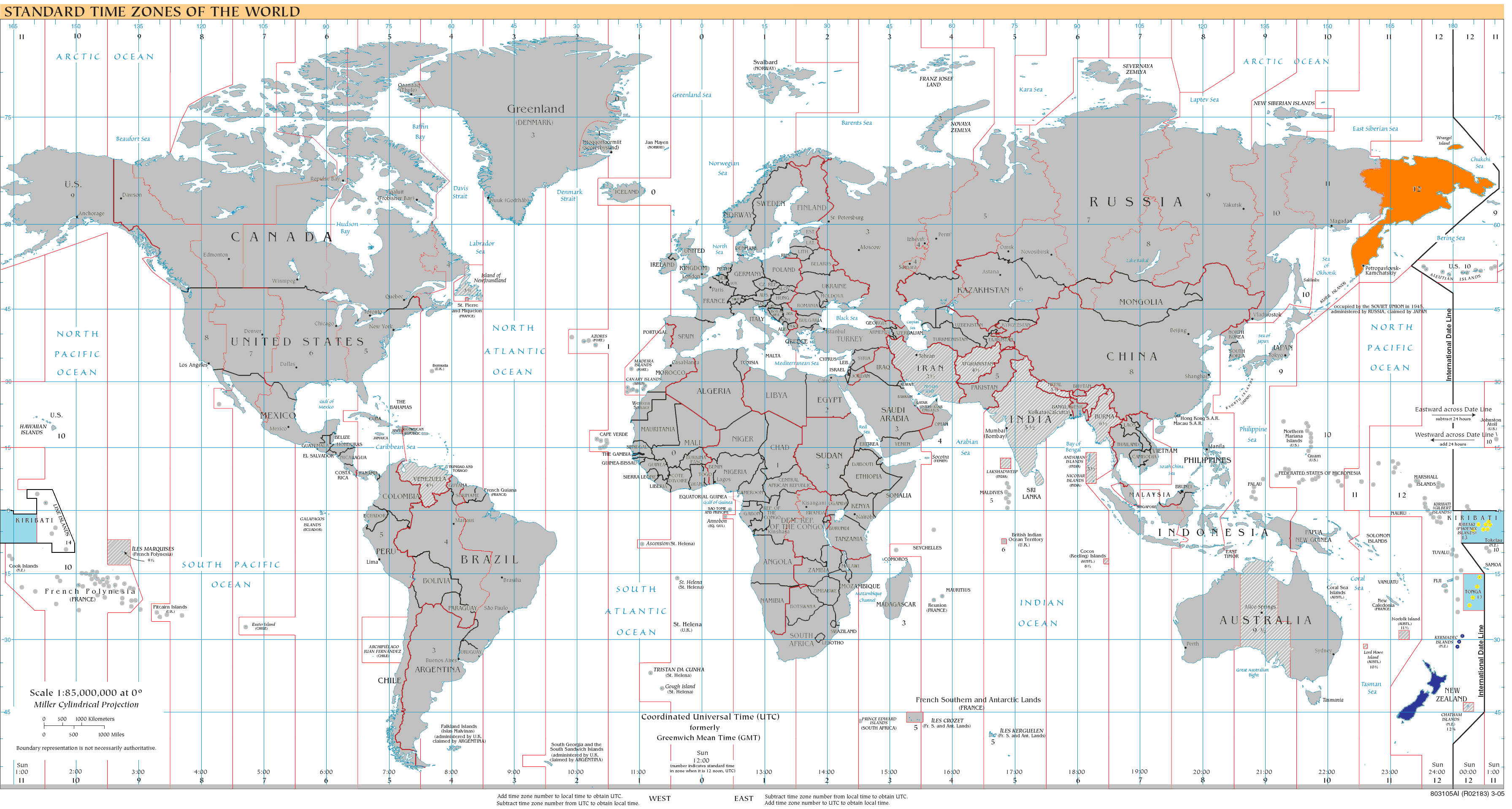
území, kde čas UTC+13 platí celoročně
území, kde čas UTC+13 platí sezónně v zimním období
území, kde čas UTC+13 platí sezónně v letním období
území, kde čas UTC+13 neplatí
mořské plochy spadající do pásma UTC+13
mořské plochy nespadající do pásma UTC+13
Poznámka: Stav k roku 2008

UTC+13:00 je zkratka a identifikátor časového posunu o +13 hodin oproti koordinovanému světovému času. Tato zkratka je všeobecně užívána.
Existují i jiné zápisy se stejným významem:
- UTC+13 — zjednodušený zápis odvozený od základního[1]

Výjimečně lze nalézt o zkratku M* nebo M' (slovně anglicky Mike prime).
Zkratka se často chápe ve významu časového pásma s tímto časovým posunem. Tento čas je neobvyklý a jeho řídícím poledníkem je 135° západní délky, který je totožný s řídícím poledníkem pásma UTC−11:00, jež má teoretický rozsah mezi 157°30′a 172°30′ západní délky. Obě pásma mají totožný čas a dělí je datová hranice, tudíž se mezi sebou liší o jeden den (24:00).

## Jiná pojmenování
| zkratka | česky | anglicky                  | poznámka                          | odkaz |
| FJST    | -     | Fiji Summer Time          | neaplikuje se                     | [ 4 ] |
| NZDT    | -     | New Zealand Daylight Time | viz časová pásma na Novém Zélandu | [ 5 ] |
| PHOT    | -     | Phoenix Island Time       | viz časová pásma na Kiribati      | [ 6 ] |
| TKT     | -     | Tokelau Time              |                                   | [ 7 ] |
| TOT     | -     | Tonga Time                |                                   | [ 8 ] |
| WST     | -     | West Samoa Time           |                                   | [ 9 ] |

## Úředně stanovený čas
Čas UTC+13:00 je používán na následujících územích, přičemž standardním časem se míní čas definovaný na daném území jako základní, od jehož definice se odvíjí sezónní změna času.

### Celoročně platný čas
- Phoenixské ostrovy  (Kiribati) — standardní čas platný na tomto souostroví
- Samoa — standardní čas platný v tomto státě
- Tokelau (Nový Zéland) — standardní čas platný na tomto souostroví
- Tonga — standardní čas platný v tomto státě

### Sezónně platný čas
- Antarktické základny (Rossova dependence, polární stanice McMurdo a polární stanice Amundsen–Scott), které jsou zásobovány z Nového Zélandu — letní čas posunutý o jednu hodinu proti standardnímu času.[p 4][11]
- Nový Zéland[p 5] — letní čas posunutý o jednu hodinu proti standardnímu času.[p 4]

## Historie
Časové pásmo UTC+13 platilo dlouhodobě v Sovětském svazu na Čukotce jako anadyrský čas (rusky Анадырское время, anglicky Anadyr Time – ANAT). Když byla v 80. letech obnovena sezónní změna času, tato zóna přešla v dubnu 1982 po jedné sezóně na standardní čas UTC+12 a přijala kamčatský čas. Čas UTC+13 zde platil jen jako letní a to s jednoročním přerušením v roce 1991 až do roku 2009 a od té doby se zde neuplatňuje.
Na Tonze platí čas +13 dlouhodobě.
Časové pásmo UTC+13 bylo definováno vládou Kiribati 31. prosince 1994. Do té doby platila v tomto ostrovním státě časová pásma UTC+12:00 na Gilbertových ostrovech, UTC−11:00 na Phoenixových ostrovech a UTC−10:00 na Liniových ostrovech. Stát byl tak rozdělen datovou čárou. To působilo potíže úřední komunikaci, protože v celém státě byly jen čtyři společné pracovní dny v týdnu. Revizí časových pásem se datová čára posunula na východ, a tím se veškerá denní doba ve státě přesunula do stejného dne, který je totožný s většinou stát§ Oceánie.
Na UTC+13 přesunula Samoa svůj standardní čas 29. prosince 2011. Předtím zde platil UTC−11 a v důsledku změny se posunula i mezinárodní datová hranice. Stejně tak se o 24 hodin  posunul čas na Tokelau, čímž odpadl den 30. prosince a nastal rovnou 31. prosinec.